# Мортен-Бокаж
Мортен-Бокаж (фр. Mortain-Bocage) — новая коммуна на северо-западе Франции, находится в регионе Нормандия, департамент Манш, округ Авранш, центр кантона Мортене. Расположена в 62 км к югу от Сен-Ло, в 36 км к востоку от Авранша и автомагистрали А84 "Дорога эстуарий".
Население (2018) — 2 940 человек.

## История
Коммуна образована 1 января 2016 года путем слияния пяти коммун:
- Бьон
- Вильшьен
- Мортен
- Нотр-Дам-дю-Туше
- Сен-Жан-дю-Корай

Центром коммуны является Мортен. От нее же к новой коммуне перешли почтовый индекс, код INSEE и статус центра кантона Мортене. На картах в качестве координат Мортен-Бокажа указываются координаты Мортена.

## Достопримечательности
- Закрытое аббатство Бланш, принадлежавшее к ордену цистерцианцев
- Коллегиальная церковь Святого Эвру в Мортене XI века
- Часовня Святого Михаила в Мортене
- Лес Мортена со скальными массивами, большим и малым каскадами речки Канс

## Экономика
Структура занятости населения:
- сельское хозяйство — 5,9 %
- промышленность — 20,5 %
- строительство — 5,2 %
- торговля, транспорт и сфера услуг — 24,4 %
- государственные и муниципальные службы — 44,0 %

Уровень безработицы (2018) — 9,9 % (Франция в целом —  13,4 %, департамент Манш — 10,4 %). 

Среднегодовой доход на 1 человека, евро (2018) — 20 560 (Франция в целом — 21 730, департамент Манш — 20 980).

## Администрация
Пост мэра Мортен-Бокажа с 2016 года занимает Эрве Дессеруэр (Hervé Desserouer), до этого бывший мэром коммуны Мортен. На муниципальных выборах 2020 года возглавляемый им список был единственным.
| Период | Период | Фамилия        | Партия | Примечания                                               |
| ------ | ------ | -------------- | ------ | -------------------------------------------------------- |
| 2016   |        | Эрве Дессеруэр |        | консультант по трудоустройству, член Совета департамента |